# Гласът на България
„Гласът на България“ (на английски: The Voice of Bulgaria) е българската версия на телевизионно музикалното реалити предаване „The Voice of...“, създадено от Джон де Мол. В България излъчването на предаването започва на 18 юли 2011 г. по bTV.

## Сезони
| Сезон | ТВ канал | ТВ сезон         | Епизоди | Старт        | Финал       | Победител         | Победител      | Награда                                |
| Сезон | ТВ канал | ТВ сезон         | Епизоди | Старт        | Финал       | Име               | Отбор          | Награда                                |
| ----- | -------- | ---------------- | ------- | ------------ | ----------- | ----------------- | -------------- | -------------------------------------- |
| 1     | bTV      | 2011 (лято-есен) | 31      | 18 юли       | 24 октомври | Стелияна Христова | Мариана Попова | запис на сингъл в Universal Music      |
| 2     | bTV      | 2013 (пролет)    | 34      | 11 февруари  | 27 май      | Ивайло Донков     | Миро           | обучение в Музикалния колеж в Бъркли   |
| 3     | bTV      | 2014 (есен)      | 27      | 21 септември | 21 декември | Кристина Иванова  | Деси Слава     | 20 000 лв., автомобил, запис на сингъл |
| 4     | bTV      | 2017 (пролет)    | 16      | 26 февруари  | 11 юни      | Радко Петков      | Иван Лечев     | 50 000 лв.                             |
| 5     | bTV      | 2018 (пролет)    | 16      | 18 февруари  | 3 юни       | Ния Петрова       | Иван Лечев     | 50 000 лв.                             |
| 6     | bTV      | 2019 (пролет)    | 16      | 24 февруари  | 9 юни       | Атанас Кателиев   | Графа          | 50 000 лв.                             |
| 7     | bTV      | 2020 (пролет)    | 17      | 23 февруари  | 14 юни      | Георги Шопов      | Иван Лечев     | 50 000 лв.                             |
| 8     | bTV      | 2021 (есен)      | 14      | 12 септември | 12 декември | Петя Панева       | Галена         | 50 000 лв.                             |
| 9     | bTV      | 2022 (есен)      | 14      | 4 септември  | 4 декември  | Жаклин Таракчи    | Дара           | 50 000 лв.                             |
| 10    | bTV      | 2023 (есен)      | 15      | 10 септември | 17 декември | Надежда Ковачева  | Миро           | 50 000 лв.                             |
| 11    | bTV      | 2024 (есен)      | 15      | 14 септември | 15 декември | Славея Иванова    | Дара           | 50 000 лв.                             |

## Треньори и водещи
| Сезон | Водещи             | Водещи           | Треньори        | Треньори       | Треньори           | Треньори       |
| ----- | ------------------ | ---------------- | --------------- | -------------- | ------------------ | -------------- |
| 1     | Виктория Терзийска | Мартен Роберто   | Кирил Маричков  | Ивана          | Миро               | Мариана Попова |
| 2     | Яна Маринова       | Мартен Роберто   | Йордан Караджов | Преслава       | Виктория Терзийска | Миро           |
| 3     | Виктория Терзийска | Мартен Роберто   | Орлин Горанов   | Деси Слава     | Атанас Пенев       | Миро           |
| 4     | Павел Николов      | Венци Венц       | Иван Лечев      | Поли Генова    | Камелия            | Графа          |
| 5     | Павел Николов      | Венци Венц       | Иван Лечев      | Поли Генова    | Камелия            | Графа          |
| 6     | Павел Николов      | Венци Венц       | Иван Лечев      | Михаела Филева | Камелия            | Графа          |
| 7     | Павел Николов      | Венци Венц       | Иван Лечев      | Михаела Филева | Камелия            | Графа          |
| 8     | Иван Тишев         | Иван Тишев       | Иван Лечев      | Дара           | Галена             | Любо Киров     |
| 9     | Иван Тишев         | Иван Тишев       | Иван Лечев      | Дара           | Галена             | Любо Киров     |
| 10    | Иван Тишев         | Иван Тишев       | Иван Лечев      | Дара           | Мария Илиева       | Миро           |
| 11    | Боряна Братоева    | Владимир Зомбори | Иван Лечев      | Дара           | Мария Илиева       | Графа          |

### Гост-треньори
| Сезон 1  | Отбор Кирил Маричков                                      | Отбор Ивана             | Отбор Миро                                  | Отбор Мариана Попова          |
| -------- | --------------------------------------------------------- | ----------------------- | ------------------------------------------- | ----------------------------- |
| Сезон 1  | Митко Щерев                                               | Галя Курдова            | Йордан Караджов Евгени Димитров – Маестрото | Аделина Колева Лили Ватева    |
| Сезон 2  | Отбор Йордан Караджов                                     | Отбор Преслава          | Отбор Виктория Терзийска                    | Отбор Миро                    |
| Сезон 2  | Аделина Колева Владимир Димов Евгени Димитров – Маестрото |                         |                                             |                               |
| Сезон 3  | Отбор Орлин Горанов                                       | Отбор Деси Слава        | Отбор Атанас Пенев                          | Отбор Миро                    |
| Сезон 3  | Аделина Колева Владимир Димов                             |                         |                                             |                               |
| Сезон 4  | Отбор Иван Лечев                                          | Отбор Поли Генова       | Отбор Камелия                               | Отбор Графа                   |
| Сезон 4  | Няма                                                      |                         |                                             |                               |
| Сезон 5  |                                                           |                         |                                             |                               |
| Няма     | Мария Илиева                                              | Няма                    | Михаела Филева                              |                               |
| Сезон 6  | Отбор Иван Лечев                                          | Отбор Михаела Филева    | Отбор Камелия                               | Отбор Графа                   |
| Сезон 6  | Стефан Вълдобрев                                          | Орлин Павлов            | Деси Слава                                  | Мария Илиева                  |
| Сезон 7  |                                                           |                         |                                             |                               |
| Няма     |                                                           |                         |                                             |                               |
| Сезон 8  | Отбор Иван Лечев                                          | Отбор Дара              | Отбор Галена                                | Отбор Любо Киров              |
| Сезон 8  | Атанас Пенев (Вокални двубои)                             | Дони (Вокални двубои)   | Меди Георги Симеонов JJ (Вокални двубои)    | Мария Илиева (Вокални двубои) |
| Сезон 8  | Ищар (Нокаути)                                            |                         |                                             |                               |
| Сезон 9  | Александрина Пендачанска                                  | Михаела Маринова        | Деси Слава                                  | Нина Николина                 |
| Сезон 10 | Отбор Иван Лечев                                          | Отбор Дара              | Отбор Мария Илиева                          | Отбор Миро                    |
| Сезон 10 | Михаела Филева                                            | Молец                   | Любо Киров                                  | Ивана                         |
| Сезон 11 | Отбор Иван Лечев                                          | Отбор Дара              | Отбор Мария Илиева                          | Отбор Графа                   |
| Сезон 11 | Маргарита Хранова (Вокални двубои)                        | Галена (Вокални двубои) | Живко Петров (Вокални двубои)               | Тино (Вокални двубои)         |
| Сезон 11 | Орлин Горанов (Полуфинал)                                 |                         |                                             |                               |

## Формат
Предаването се провежда в 4 етапа. Първият е „Кастинги на тъмно“. Четиримата треньори слушат участниците без да ги виждат и натискайки бутон завъртат столовете си, за да покажат, че искат участника в своя отбор. Ако повече от един треньор пожелае да работи със съответен участник, тогава претендентът избира с кого да работи. „Кастингите на тъмно“ приключват, когато всеки треньор събере целия си отбор. От шести сезон се използва блок бутонът, който ако е натиснат, спира участник да избере съответния треньор. От осми сезон няма ограничения в местата в отборите, като в края на кастингите всеки треньор трябва да вземе само 12 или 14 участника към следващия рунд.
Вторият етап на шоуто е „Вокални двубои“. Всеки треньор избира по двама членове от своя отбор, които да се изправят един срещу друг, като пеят една и съща песен на живо пред публиката в студиото. От трети сезон се въвежда правото за кражба, при което треньор може да "открадне" участник от друг отбор, изгубил своя двубой.
В края на „Вокалните двубои“ остават определените като най-добри от съответните треньори участници от всеки отбор. Те преминават в следващия етап – „Супер битки“ или така наречените „Нокаути“. Излизат по трима или четирима участника и изпълняват част от някоя песен в съответствената една минута. Те преминават вече в така наречените „Концерти на живо“ участниците от два отбора пеят на сцената самостоятелно и в дует със своите треньори (или двама участници), за да убедят зрителите в таланта и професионализма си. Български и чуждестранни музиканти гостуват на концертите с оглед одобрението на кандидатите. От осми сезон има нов рунд - КросБитки, които са като Вокалните двубои, но при тях излизат един срещу друг двама участника от различни отбори. 
Накрая от всеки отбор остава един певец, а от осми сезон остават шест от различните отбори. Финалистите се състезават един срещу друг, за да спечелят титлата Гласът на България.

## Първи сезон
- Победител: Стелияна Христова (Отбор Мариана Попова)
- Водещи: Виктория Терзийска и Мартен Роберто
- Треньори: Миро, Ивана, Мариана Попова и Кирил Маричков
- Продуцент: Seven-Eight Productions-Слави Трифонов и Евгени Димитров

### Излъчване
| Етап | Етап              | Брой епизоди | Начало-край             | Схема на излъчване | Схема на излъчване | Схема на излъчване | Схема на излъчване | Схема на излъчване |
|      | Име               | Брой епизоди | Начало-край             | Понеделник         | Вторник            | Сряда              | Четвъртък          |                    |
| ---- | ----------------- | ------------ | ----------------------- | ------------------ | ------------------ | ------------------ | ------------------ | ------------------ |
|      | Кастинги на тъмно | 9            | 18 юли – 3 август       | 21:00 – 22:00      | 21:00 – 22:00      | 21:00 – 22:00      |                    |                    |
|      | Вокални двубои    | 6            | 8 – 25 август           | 21:00 – 22:00      |                    |                    | 21:00 – 22:00      |                    |
|      | Концерти на живо  | 16           | 29 август – 24 октомври | 20:00 – 22:00      |                    |                    | 21:00 – 22:00      |                    |

### Отборите по време на концертите на живо
| – | Финалист, спасен чрез вота на публиката               |
| – | Финалист, спасен чрез вота на треньора                |
| – | Финалист, попаднал в последните двама и ще пее отново |
| – | Финалист, отпаднал след като е пял отново             |

| Концерт:                     | Концерт 1 29 август епизод 16 | Концерт 2 5 септември епизод 18 | Концерт 3 12 септември епизод 20 | Концерт 4 19 септември епизод 22 | Концерт 5 26 септември епизод 24  | Концерт 6 3 октомври епизод 26 | Четвъртфинал Концерт 7 10 октомври епизод 28 | Полуфинал Концерт 8 17 октомври епизод 30                                                      | Финал Концерт 9 24 октомври епизод 31 |                           |                           |                        |
| Специални гости на концерта: | Илиана Раева и групата ѝ      | /                               | Наско Пенев Преслава             | Sasha Lopez NOA                  | Ben Saunders (Гласът на Холандия) | /                              | Танцьори от Pambos Centre                    | DeepCentral Йордан Караджов Азис Дичо SkilleR Орлин Павлов Дони Илиян Илия Ангелов Митко Щерев | Представители на Universal Music      |                           |                           |                        |
| Отбор Миро                   |                               |                                 |                                  |                                  |                                   |                                |                                              |                                                                                                |                                       |                           |                           |                        |
| Тодор Гаджалов               | Спасен 44,9%                  |                                 | Спасен 50,8%                     |                                  | Спасен 44,4%                      |                                | Спасен 43,8%                                 | Спасен % Одобрение=147%                                                                        | ЧЕТВЪРТИ                              |                           |                           |                        |
| Елица Наумова                | Спасен 17,8%                  |                                 | Спасен 21,2%                     |                                  | Продължава след второ пеене       |                                | Продължава след второ пеене                  | Отпада % Одобрение=53%                                                                         | Елиминиран (Полуфинал)                |                           |                           |                        |
| Мелинда Христова             | Спасен от треньора            |                                 | Спасен от треньора               |                                  | Спасен 30,6%                      |                                | Отпада след второ пеене                      | Елиминиран (Четвъртфинал)                                                                      | Елиминиран (Четвъртфинал)             |                           |                           |                        |
| Севинч Ибрахим               | Спасен от треньора            |                                 | Продължава след второ пеене      |                                  | Отпада след второ пеене           | Елиминиран (концерт 5)         | Елиминиран (концерт 5)                       | Елиминиран (концерт 5)                                                                         | Елиминиран (концерт 5)                | Елиминиран (концерт 5)    | Елиминиран (концерт 5)    | Елиминиран (концерт 5) |
| Кристина Аврамова            | Продължава след второ пеене   |                                 | Отпада след второ пеене          | Елиминиран (концерт 3)           | Елиминиран (концерт 3)            | Елиминиран (концерт 3)         | Елиминиран (концерт 3)                       | Елиминиран (концерт 3)                                                                         | Елиминиран (концерт 3)                |                           |                           |                        |
| Виктория Гюрова              | Отпада след второ пеене       | Елиминиран (концерт 1)          | Елиминиран (концерт 1)           | Елиминиран (концерт 1)           | Елиминиран (концерт 1)            | Елиминиран (концерт 1)         | Елиминиран (концерт 1)                       | Елиминиран (концерт 1)                                                                         | Елиминиран (концерт 1)                |                           |                           |                        |
| Отбор Ивана                  |                               |                                 |                                  |                                  |                                   |                                |                                              |                                                                                                |                                       |                           |                           |                        |
| Антоанета Линкова – Роксана  | Спасен 44,1%                  |                                 | Спасен 40,6%                     |                                  | Спасен 29,4%                      |                                | Спасен 40,3%                                 | Спасен % Одобрение=117%                                                                        | ТРЕТИ                                 |                           |                           |                        |
| Гергана Коева                | Спасен от треньора            |                                 | Спасен от треньора               |                                  | Продължава след второ пеене       |                                | Продължава след второ пеене                  | Отпада % Одобрение=83%                                                                         | Елиминиран (Полуфинал)                |                           |                           |                        |
| Невена Пейкова               | Спасен от треньора            |                                 | Продължава след второ пеене      |                                  | Спасен 29,6%                      |                                | Отпада след второ пеене                      | Елиминиран (Четвъртфинал)                                                                      | Елиминиран (Четвъртфинал)             | Елиминиран (Четвъртфинал) | Елиминиран (Четвъртфинал) |                        |
| Александър Байчев            | Спасен 15,3%                  |                                 | Спасен 21,5%                     |                                  | Отпада след второ пеене           | Елиминиран (концерт 5)         | Елиминиран (концерт 5)                       | Елиминиран (концерт 5)                                                                         | Елиминиран (концерт 5)                | Елиминиран (концерт 5)    |                           |                        |
| Наргиз Саидова               | Продължава след второ пеене   |                                 | Отпада след второ пеене          | Елиминиран (концерт 3)           | Елиминиран (концерт 3)            | Елиминиран (концерт 3)         | Елиминиран (концерт 3)                       | Елиминиран (концерт 3)                                                                         | Елиминиран (концерт 3)                |                           |                           |                        |
| Радина Атанасова             | Отпада след второ пеене       | Елиминиран (концерт 1)          | Елиминиран (концерт 1)           | Елиминиран (концерт 1)           | Елиминиран (концерт 1)            | Елиминиран (концерт 1)         | Елиминиран (концерт 1)                       | Елиминиран (концерт 1)                                                                         | Елиминиран (концерт 1)                |                           |                           |                        |
| Отбор Мариана Попова         |                               |                                 |                                  |                                  |                                   |                                |                                              |                                                                                                |                                       |                           |                           |                        |
| Стелияна Христова            |                               | Продължава след второ пеене     |                                  | Спасен 28,9%                     |                                   | Продължава след второ пеене    | Спасен 47,8%                                 | Спасен % Одобрение=147%                                                                        | ПОБЕДИТЕЛ                             |                           |                           |                        |
| Невена Колева                |                               | Спасен от треньора              |                                  | Продължава след второ пеене      |                                   | Спасен 39,0%                   | Продължава след второ пеене                  | Отпада % Одобрение=53%                                                                         | Елиминиран (Полуфинал)                |                           |                           |                        |
| Георги Дюлгеров              |                               | Спасен 22,3%                    |                                  | Спасен 28,3%                     |                                   | Спасен 27,6%                   | Отпада след второ пеене                      | Елиминиран (Четвъртфинал)                                                                      | Елиминиран (Четвъртфинал)             | Елиминиран (Четвъртфинал) | Елиминиран (Четвъртфинал) |                        |
| Богдана Митова               |                               | Спасен от треньора              |                                  | Спасен от треньора               |                                   | Отпада след второ пеене        | Елиминиран (концерт 6)                       | Елиминиран (концерт 6)                                                                         | Елиминиран (концерт 6)                |                           |                           |                        |
| Гергана Русева               |                               | Спасен 31,5%                    |                                  | Отпада след второ пеене          | Елиминиран (концерт 4)            | Елиминиран (концерт 4)         | Елиминиран (концерт 4)                       | Елиминиран (концерт 4)                                                                         | Елиминиран (концерт 4)                | Елиминиран (концерт 4)    |                           |                        |
| Цветана Дичева               |                               | Отпада след второ пеене         | Елиминиран (концерт 2)           | Елиминиран (концерт 2)           | Елиминиран (концерт 2)            | Елиминиран (концерт 2)         | Елиминиран (концерт 2)                       | Елиминиран (концерт 2)                                                                         | Елиминиран (концерт 2)                |                           |                           |                        |
| Отбор Кирил Маричков         |                               |                                 |                                  |                                  |                                   |                                |                                              |                                                                                                |                                       |                           |                           |                        |
| Игор Шабов                   |                               | Спасен 30,4%                    |                                  | Спасен 27,2%                     |                                   | Спасен 29,4%                   | Спасен 53,3%                                 | Спасен % Одобрение=129%                                                                        | ВТОРИ                                 |                           |                           |                        |
| Валентина Димитрова          |                               | Спасен от треньора              |                                  | Спасен от треньора               |                                   | Продължава след второ пеене    | Продължава след второ пеене                  | Отпада % Одобрение=71%                                                                         | Елиминиран (Полуфинал)                |                           |                           |                        |
| Ани Сарандева                |                               | Спасен от треньора              |                                  | Продължава след второ пеене      |                                   | Спасен 28,7%                   | Отпада след второ пеене                      | Елиминиран (Четвъртфинал)                                                                      | Елиминиран (Четвъртфинал)             | Елиминиран (Четвъртфинал) | Елиминиран (Четвъртфинал) |                        |
| Радослав Гергов              |                               | Спасен 28,0%                    |                                  | Спасен 32,8%                     |                                   | Отпада след второ пеене        | Елиминиран (концерт 6)                       | Елиминиран (концерт 6)                                                                         | Елиминиран (концерт 6)                |                           |                           |                        |
| Рафаела Косева               |                               | Продължава след второ пеене     |                                  | Отпада след второ пеене          | Елиминиран (концерт 4)            | Елиминиран (концерт 4)         | Елиминиран (концерт 4)                       | Елиминиран (концерт 4)                                                                         | Елиминиран (концерт 4)                | Елиминиран (концерт 4)    |                           |                        |
| Боян Михайлов                |                               | Отпада след второ пеене         | Елиминиран (концерт 2)           | Елиминиран (концерт 2)           | Елиминиран (концерт 2)            | Елиминиран (концерт 2)         | Елиминиран (концерт 2)                       | Елиминиран (концерт 2)                                                                         | Елиминиран (концерт 2)                |                           |                           |                        |

## Втори сезон
- Победител: Ивайло Донков (Отбор Миро)
- Водещи: Мартен Роберто и Яна Маринова
- Треньори: Миро, Преслава, Виктория Терзийска и Данчо Караджов
- Продуцент: Seven-Eight Productions-Слави Трифонов и Евгени Димитров; MediaPro Entertainment

### Обща информация
Новият сезон е обявен на 18 юни 2012 година. Първоначално, кастингите се провеждат в интернет на glasat.btv.bg до 8 юли. Впоследствие, се провеждат и прослушвания на живо из страната в пет големи града – Плевен (29 юни), Варна (30 юни), Бургас (6 юли), Пловдив (7 юли) и Благоевград (8 юли). Провеждат се и прослушвания в София. На 18 септември 2012 година са обявени четирите треньора – Преслава, Данчо Караджов, Миро и Виктория Терзийска. На 25 януари 2013 година е обявена и стартовата дата – 11 февруари. За първи път по света е и въведен нов елемент в шоуто. Всеки един от треньорите имат право да присъединят към своя отбор общо двама състезатели от отпадналите участници от другите отбори. Така, когато отборът стане повече от 8 души се провежда т.нар. „нокаут“ кръг, в който треньорът предизвиква на състезание тримата си най-слаби участника. Те изпяват отново песните, с които са се представили на първия етап. Двама от тях си тръгват от шоуто, а един продължава напред към „Концертите на живо“. Водещ през първите два етапа е Мартен Роберто, който бе водещ по време на „Концертите на живо“ в първия сезон. Яна Маринова се присъединява към него по време на „Концертите на живо“.

### Излъчване
|  | Кастинги на тъмно | 10 | 11 февруари – 12 март | 21:00 – 22:00 | 21:00 – 22:00 |
|  | Вокални двубои    | 6  | 18 март – 2 април     | 20:30 – 22:00 | 20:30 – 22:00 |
|  | Концерти на живо  | 18 | 8 април – 27 май      | 20:00 – 22:00 | 21:00 – 22:00 |

По време на антимонополните протести в края на февруари има промени в излъчването на предаването. На 18 февруари (понеделник) епизод 3 започва в 21:00 часа, но след няколко секунди е прекъснат поради извънредната емисия на bTV Новините. Епизодът продължава малко след 21:30 и продължава до 22:00 часа, когато започва редовната късна емисия на bTV Новините. По-късно е обявено, че на 19 февруари ще бъде излъчено продължението на епизод 3 от 20:30 и епизод 4 от 21:00 часа. В крайна сметка „Гласът на България“ започва да се излъчва малко след 21:00 часа. На 21 февруари (четвъртък) от 21:00 часа е излъчен извънреден епизод. Излъчването продължава нормално през следващата седмица и на 25 февруари (понеделник) е излъчен епизод 5.

### Отборите по време на Концертите на живо
| – | Финалист, спасен чрез вота на публиката               |
| – | Финалист, спасен чрез вота на треньора                |
| – | Финалист, попаднал в последните двама и ще пее отново |
| – | Финалист, отпаднал след като е пял отново             |

| Концерт:                     | Концерт 1 8 април епизод 17 | Концерт 2 15 април епизод 19      | Концерт 3 22 април епизод 21 | Концерт 4 29 април епизод 23     | Осминафинал Концерт 5 6 май епизод 25 | Четвъртфинал Концерт 6 13 май епизод 27                              | Полуфинал Концерт 7 20 май епизод 29                                                                                           | Финал Концерт 8 27 май епизод 31                                   |
| Специални гости на концерта: | /                           | Тото Котуньо Ал Бано Умберто Тоци | Анелия                       | Julie Mayaya (Гласът на Румъния) | /                                     | Драгана Миркович Митко Щерев Петър Кушлев ученици на Цветан Недялков | БТР D2 Кирил Маричков Мастило Бобо и Печенката Дивна и Криско Деси Слава Калуди Калудов Хорът на софийските момчета Фондацията | Апостол Пенчев (директор „Телевизионни програми“, bTV Media Group) |
| Отбор Миро                   |                             |                                   |                              |                                  |                                       |                                                                      | |                                                                    |
| Ивайло Донков                |                             | Спасен 69,6%                      |                              | Спасен 61,9%                     | Спасен 49,9%                          | Спасен 41,7%                                                         | Спасен % Одобрение=125% | ПОБЕДИТЕЛ                                                          |
| Вася Попова                  | Спасена 70,2%               |                                   | Спасена 59,3%                |                                  | Спасена 25,3%                         | Продължава след второ пеене                                          | Отпада % Одобрение=75% | Елиминирана (Полуфинал)                                            |
| Венцислав Кътов              | Спасен 14,5%                |                                   | Продължава след второ пеене  |                                  | Продължава след второ пеене           | Отпада след второ пеене                                              | Елиминиран (Четвъртфинал) | Елиминиран (Четвъртфинал)                                          |
| Невена Димитрова             |                             | Спасена 13,2%                     |                              | Продължава след второ пеене      | Отпада след второ пеене               | Елиминирана (Осминафинал)                                            | Елиминирана (Осминафинал) | Елиминирана (Осминафинал)                                          |
| Галина Макавеева             |                             | Продължава след второ пеене       |                              | Отпада след второ пеене          | Елиминирана (концерт 4)               | Елиминирана (концерт 4)                                              | Елиминирана (концерт 4) | Елиминирана (концерт 4)                                            |
| Емилия Валенти               | Продължава след второ пеене |                                   | Отпада след второ пеене      | Елиминирана (концерт 3)          | Елиминирана (концерт 3)               | Елиминирана (концерт 3)                                              | Елиминирана (концерт 3) | Елиминирана (концерт 3)                                            |
| Христо Михайлов              |                             | Отпада след второ пеене           | Елиминиран (концерт 2)       | Елиминиран (концерт 2)           | Елиминиран (концерт 2)                | Елиминиран (концерт 2)                                               | Елиминиран (концерт 2) | Елиминиран (концерт 2)                                             |
| Маргарита Инчева             | Отпада след второ пеене     | Елиминирана (концерт 1)           | Елиминирана (концерт 1)      | Елиминирана (концерт 1)          | Елиминирана (концерт 1)               | Елиминирана (концерт 1)                                              | Елиминирана (концерт 1) | Елиминирана (концерт 1)                                            |
| Отбор Преслава               |                             |                                   |                              |                                  |                                       |                                                                      | |                                                                    |
| Тодор Георгиев               | Спасен 28,0%                |                                   | Спасен 41,5%                 |                                  | Спасен 30,0%                          | Спасен 47,6%                                                         | Спасен % Одобрение=101% | ЧЕТВЪРТИ                                                           |
| Сашка Александрова           |                             | Спасена 35,7%                     |                              | Продължава след второ пеене      | Продължава след второ пеене           | Продължава след второ пеене                                          | Отпада % Одобрение=99% | Елиминирана (Полуфинал)                                            |
| Цветелин Николов             | Спасен 27,1%                |                                   | Продължава след второ пеене  |                                  | Спасен 35,4%                          | Отпада след второ пеене                                              | Елиминиран (Четвъртфинал) | Елиминиран (Четвъртфинал)                                          |
| Петър Рангелов               |                             | Продължава след второ пеене       |                              | Спасен 44,7%                     | Отпада след второ пеене               | Елиминиран (Осминафинал)                                             | Елиминиран (Осминафинал) | Елиминиран (Осминафинал)                                           |
| Кристиян Димитров            |                             | Спасен 23,8%                      |                              | Отпада след второ пеене          | Елиминиран (концерт 4)                | Елиминиран (концерт 4)                                               | Елиминиран (концерт 4) | Елиминиран (концерт 4)                                             |
| Няголета Желева              | Продължава след второ пеене |                                   | Отпада след второ пеене      | Елиминирана (концерт 3)          | Елиминирана (концерт 3)               | Елиминирана (концерт 3)                                              | Елиминирана (концерт 3) | Елиминирана (концерт 3)                                            |
| Елена Катранкьовска          |                             | Отпада след второ пеене           | Елиминирана (концерт 2)      | Елиминирана (концерт 2)          | Елиминирана (концерт 2)               | Елиминирана (концерт 2)                                              | Елиминирана (концерт 2) | Елиминирана (концерт 2)                                            |
| Пламен Борисов               | Отпада след второ пеене     | Елиминиран (концерт 1)            | Елиминиран (концерт 1)       | Елиминиран (концерт 1)           | Елиминиран (концерт 1)                | Елиминиран (концерт 1)                                               | Елиминиран (концерт 1) | Елиминиран (концерт 1)                                             |
| Отбор Виктория Терзийска     |                             |                                   |                              |                                  |                                       |                                                                      | |                                                                    |
| Васил Чергов                 |                             | Спасен 52,1%                      |                              | Спасен 48,1%                     | Спасен 38,2%                          | Спасен 35,2%                                                         | Спасен % Одобрение=124% | ТРЕТИ                                                              |
| Нина Илиева                  |                             | Спасена 20,4%                     |                              | Продължава след второ пеене      | Продължава след второ пеене           | Продължава след второ пеене                                          | Отпада % Одобрение=76% | Елиминирана (Полуфинал)                                            |
| Николета Станойкова          | Спасена 41,3%               |                                   | Спасена от треньора          |                                  | Спасена 24,1%                         | Отпада след второ пеене                                              | Елиминирана (Четвъртфинал) | Елиминирана (Четвъртфинал)                                         |
| Надежда Димитрова            | Спасена 25,1%               |                                   | Продължава след второ пеене  |                                  | Отпада след второ пеене               | Елиминирана (Осминафинал)                                            | Елиминирана (Осминафинал) | Елиминирана (Осминафинал)                                          |
| Диляна Йорданова             |                             | Продължава след второ пеене       |                              | Отпада след второ пеене          | Елиминирана (концерт 4)               | Елиминирана (концерт 4)                                              | Елиминирана (концерт 4) | Елиминирана (концерт 4)                                            |
| Мадлен Ковачева              | Продължава след второ пеене |                                   | Отпада след второ пеене      | Елиминирана (концерт 3)          | Елиминирана (концерт 3)               | Елиминирана (концерт 3)                                              | Елиминирана (концерт 3) | Елиминирана (концерт 3)                                            |
| Мариела Гошева               |                             | Отпада след второ пеене           | Елиминирана (концерт 2)      | Елиминирана (концерт 2)          | Елиминирана (концерт 2)               | Елиминирана (концерт 2)                                              | Елиминирана (концерт 2) | Елиминирана (концерт 2)                                            |
| Тени Омеде                   | Отпада след второ пеене     | Елиминиран (концерт 1)            | Елиминиран (концерт 1)       | Елиминиран (концерт 1)           | Елиминиран (концерт 1)                | Елиминиран (концерт 1)                                               | Елиминиран (концерт 1) | Елиминиран (концерт 1)                                             |
| Отбор Йордан Караджов        |                             |                                   |                              |                                  |                                       |                                                                      | |                                                                    |
| Красимира Иванова            |                             | Спасена 41,0%                     |                              | Продължава след второ пеене      | Спасена 33,4%                         | Продължава след второ пеене                                          | Спасена % Одобрение=122% | ВТОРА                                                              |
| Христо Младенов              | Спасен 48,6%                |                                   | Спасен 58,5%                 |                                  | Продължава след второ пеене           | Спасен 41,2%                                                         | Отпада % Одобрение=78% | Елиминиран (Полуфинал)                                             |
| Мирослав Цанков              |                             | Спасен от треньора                |                              | Спасен 43,2%                     | Спасен 39,1%                          | Отпада след второ пеене                                              | Елиминиран (Четвъртфинал) | Елиминиран (Четвъртфинал)                                          |
| Станислава Семова            | Продължава след второ пеене |                                   | Продължава след второ пеене  |                                  | Отпада след второ пеене               | Елиминирана (Осминафинал)                                            | Елиминирана (Осминафинал) | Елиминирана (Осминафинал)                                          |
| Гита Петкова                 |                             | Продължава след второ пеене       |                              | Отпада след второ пеене          | Елиминирана (концерт 4)               | Елиминирана (концерт 4)                                              | Елиминирана (концерт 4) | Елиминирана (концерт 4)                                            |
| Яница Рагева                 | Спасена 20,8%               |                                   | Отпада след второ пеене      | Елиминирана (концерт 3)          | Елиминирана (концерт 3)               | Елиминирана (концерт 3)                                              | Елиминирана (концерт 3) | Елиминирана (концерт 3)                                            |
| Николина Атанасова           |                             | Отпада след второ пеене           | Елиминирана (концерт 2)      | Елиминирана (концерт 2)          | Елиминирана (концерт 2)               | Елиминирана (концерт 2)                                              | Елиминирана (концерт 2) | Елиминирана (концерт 2)                                            |
| Боряна Бонева                | Отпада след второ пеене     | Елиминирана (концерт 1)           | Елиминирана (концерт 1)      | Елиминирана (концерт 1)          | Елиминирана (концерт 1)               | Елиминирана (концерт 1)                                              | Елиминирана (концерт 1) | Елиминирана (концерт 1)                                            |

## Трети сезон
- Победител: Кристина Иванова (Отбор Деси Слава)
- Водещи: Мартен Роберто и Виктория Терзийска
- Треньори: Миро, Деси Слава, Орлин Горанов и Наско Пенев
- Продуцент: Seven-Eight Productions-Слави Трифонов и Евгени Димитров; MediaPro Entertainment

### Обща информация
Новият сезон е обявен на 29 май 2014 г. Първоначално желаещите може да се записват по интернет. На 28 юни 2014 г. са обявени и кастингите: започвайки във Велико Търново и завършвайки в София. На 21 юли 2014 г. е обявен водещият – Мартен Роберто. На 28 юли са обявени първите двама треньори – Десислава и Миро. На 4 август са обявени и другите двама треньори – Орлин Горанов и Атанас Пенев. На 10 август е обявена стартовата дата – 21 септември. На 21 септември се излъчва от 20:00 до 21:00 с продуцент „Седем осми“. От втория епизод вече се излъчва петък от 21:30 до 22:30 и в неделя от 20:00 до 22:00. На 19 октомври започват вокалните двубой като в петък се излъчва от 21:00 до 22:30 и в неделя от 20:00 до 22:30. На 2 ноември започват „Концертите на живо“ всяка неделя от 20:00 до 22:00 и петък от 21:30 до 22:30. Водещи са Мартен Роберто и Виктория Терзийска.

### Излъчване
|  | 1. „Кастинги на тъмно“ | 8  | 21 септември – 17 октомври | 20:00 – 22:00 (II епизод) | 21:30 – 22:30 | 20:00 – 22:00 |
|  | 2. „Вокални двубои“    | 4  | 19 – 31 октомври           |                           | 21:00 – 22:30 | 20:00 – 22:30 |
|  | 3. „Концерти на живо“  | 15 | 2 ноември – 21 декември    |                           | 21:30 – 22:30 | 20:00 – 22:00 |

### Отборите по време на Концертите на живо
| – | Финалист, спасен чрез вота на публиката               |
| – | Финалист, спасен чрез вота на треньора                |
| – | Финалист, попаднал в последните двама и ще пее отново |
| – | Финалист, отпаднал след като е пял отново             |

| Концерт:                     | Концерт 1 2 ноември епизод 13 | Концерт 2 9 ноември епизод 15 | Концерт 3 16 ноември епизод 17         | Концерт 4 23 ноември епизод 19 | Осминафинал Концерт 5 30 ноември епизод 21 | Четвъртфинал Концерт 6 7 декември епизод 23 | Полуфинал Концерт 7 14 декември епизод 25                                            | Финал Концерт 8 21 декември епизод 27                                    |
| Специални гости на концерта: | /                             | /                             | Крисия, Хасан и Ибрахим Симона Иванова | Нана Устата                    | /                                          | /                                           | Deep Zone Project Галена Криско Йордан Караджов Ева Квартет Маргарита Хранова Анелия | Sergio Павел Станчев (директор „Телевизионни програми“, bTV Media Group) |
| Отбор Миро                   |                               |                               |                                        |                                |                                            |                                             |                                                                                      |                                                                          |
| Невена Цонева                | Спасена 49%                   |                               | Спасена 46%                            |                                | Спасена 45%                                | Спасена 49%                                 | Спасена % Одобрение=115%                                                             | ОТКАЗВА СЕ                                                               |
| Зоя Мутишева                 |                               | Спасена 37%                   |                                        | Спасена 38%                    | Продължава след второ пеене                | Продължава след второ пеене                 | Отпада % Одобрение=85%                                                               | Елиминирана (Полуфинал)                                                  |
| Християна Дънкова            |                               | Продължава след второ пеене   |                                        | Продължава след второ пеене    | Спасена от треньора                        | Отпада след второ пеене                     | Елиминирана (Четвъртфинал)                                                           | Елиминирана (Четвъртфинал)                                               |
| Светлана Чепразова           | Продължава след второ пеене   |                               | Продължава след второ пеене            |                                | Отпада след второ пеене                    | Елиминирана (Осминафинал)                   | Елиминирана (Осминафинал)                                                            | Елиминирана (Осминафинал)                                                |
| Ивелина Долапчиева           |                               | Спасена от треньора           |                                        | Отпада след второ пеене        | Елиминирана (концерт 4)                    | Елиминирана (концерт 4)                     | Елиминирана (концерт 4)                                                              | Елиминирана (концерт 4)                                                  |
| Оги Георгиев                 | Спасен от треньора            |                               | Отпада след второ пеене                | Елиминиран (концерт 3)         | Елиминиран (концерт 3)                     | Елиминиран (концерт 3)                      | Елиминиран (концерт 3)                                                               | Елиминиран (концерт 3)                                                   |
| Лазар Кисьов                 |                               | Отпада след второ пеене       | Елиминиран (концерт 2)                 | Елиминиран (концерт 2)         | Елиминиран (концерт 2)                     | Елиминиран (концерт 2)                      | Елиминиран (концерт 2)                                                               | Елиминиран (концерт 2)                                                   |
| Соня Иванова                 | Отпада след второ пеене       | Елиминирана (концерт 1)       | Елиминирана (концерт 1)                | Елиминирана (концерт 1)        | Елиминирана (концерт 1)                    | Елиминирана (концерт 1)                     | Елиминирана (концерт 1)                                                              | Елиминирана (концерт 1)                                                  |
| Отбор Деси Слава             |                               |                               |                                        |                                |                                            |                                             |                                                                                      |                                                                          |
| Кристина Иванова             |                               | Спасена 55%                   |                                        | Спасена 56%                    | Спасена 35%                                | Спасена 59%                                 | Спасена % Одобрение=148%                                                             | ПОБЕДИТЕЛ                                                                |
| Ивета Костова                | Спасена 36%                   |                               | Спасена 41%                            |                                | Продължава след второ пеене                | Продължава след второ пеене                 | Отпада % Одобрение=52%                                                               | Елиминирана (Полуфинал)                                                  |
| Асен Михайлов                | Продължава след второ пеене   |                               | Продължава след второ пеене            |                                | Спасен от треньора                         | Отпада след второ пеене                     | Елиминиран (Четвъртфинал)                                                            | Елиминиран (Четвъртфинал)                                                |
| Виктория Пенева              |                               | Продължава след второ пеене   |                                        | Продължава след второ пеене    | Отпада след второ пеене                    | Елиминирана (Осминафинал)                   | Елиминирана (Осминафинал)                                                            | Елиминирана (Осминафинал)                                                |
| Селим Миров                  |                               | Спасен от треньора            |                                        | Отпада след второ пеене        | Елиминиран (концерт 4)                     | Елиминиран (концерт 4)                      | Елиминиран (концерт 4)                                                               | Елиминиран (концерт 4)                                                   |
| Светослав Владимиров         | Спасен от треньора            |                               | Отпада след второ пеене                | Елиминиран (концерт 3)         | Елиминиран (концерт 3)                     | Елиминиран (концерт 3)                      | Елиминиран (концерт 3)                                                               | Елиминиран (концерт 3)                                                   |
| Тихомир Цонев                |                               | Отпада след второ пеене       | Елиминиран (концерт 2)                 | Елиминиран (концерт 2)         | Елиминиран (концерт 2)                     | Елиминиран (концерт 2)                      | Елиминиран (концерт 2)                                                               | Елиминиран (концерт 2)                                                   |
| Мила Желева                  | Отпада след второ пеене       | Елиминирана (концерт 1)       | Елиминирана (концерт 1)                | Елиминирана (концерт 1)        | Елиминирана (концерт 1)                    | Елиминирана (концерт 1)                     | Елиминирана (концерт 1)                                                              | Елиминирана (концерт 1)                                                  |
| Отбор Орлин Горанов          |                               |                               |                                        |                                |                                            |                                             |                                                                                      |                                                                          |
| Анна Пешева                  | Продължава след второ пеене   |                               | Продължава след второ пеене            |                                | Спасена от треньора                        | Продължава след второ пеене                 | Спасена % Одобрение=101%                                                             | ТРЕТА                                                                    |
| Петър Рангелов               | Спасен 52%                    |                               | Спасен 41%                             |                                | Спасен 38%                                 | Спасен 45%                                  | Отпада % Одобрение=99%                                                               | Елиминиран (Полуфинал)                                                   |
| Тюркян Исмаил                |                               | Спасена 42%                   |                                        | Спасена 42%                    | Продължава след второ пеене                | Отпада след второ пеене                     | Елиминирана (Четвъртфинал)                                                           | Елиминирана (Четвъртфинал)                                               |
| Сабина Донева                |                               | Спасена от треньора           |                                        | Продължава след второ пеене    | Отпада след второ пеене                    | Елиминирана (Осминафинал)                   | Елиминирана (Осминафинал)                                                            | Елиминирана (Осминафинал)                                                |
| Дани Чуков                   |                               | Продължава след второ пеене   |                                        | Отпада след второ пеене        | Елиминиран (концерт 4)                     | Елиминиран (концерт 4)                      | Елиминиран (концерт 4)                                                               | Елиминиран (концерт 4)                                                   |
| Иван Ченов                   | Спасен от треньора            |                               | Отпада след второ пеене                | Елиминиран (концерт 3)         | Елиминиран (концерт 3)                     | Елиминиран (концерт 3)                      | Елиминиран (концерт 3)                                                               | Елиминиран (концерт 3)                                                   |
| Станислав Георгиев-Сисо      |                               | Отпада след второ пеене       | Елиминиран (концерт 2)                 | Елиминиран (концерт 2)         | Елиминиран (концерт 2)                     | Елиминиран (концерт 2)                      | Елиминиран (концерт 2)                                                               | Елиминиран (концерт 2)                                                   |
| Бисерка Младенова            | Отпада след второ пеене       | Елиминирана (концерт 1)       | Елиминирана (концерт 1)                | Елиминирана (концерт 1)        | Елиминирана (концерт 1)                    | Елиминирана (концерт 1)                     | Елиминирана (концерт 1)                                                              | Елиминирана (концерт 1)                                                  |
| Отбор Атанас Пенев           |                               |                               |                                        |                                |                                            |                                             |                                                                                      |                                                                          |
| Ати Молова                   |                               | Спасена 42%                   |                                        | Спасена 42%                    | Спасена 38%                                | Спасена 47%                                 | Спасена % Одобрение=104%                                                             | ВТОРА                                                                    |
| Стефани Илиева               | Спасена от треньора           |                               | Спасена 42%                            |                                | Спасена от треньора                        | Продължава след второ пеене                 | Отпада % Одобрение=96%                                                               | Елиминирана (Полуфинал)                                                  |
| Мария Маринова               |                               | Спасена от треньора           |                                        | Продължава след второ пеене    | Продължава след второ пеене                | Отпада след второ пеене                     | Елиминирана (Четвъртфинал)                                                           | Елиминирана (Четвъртфинал)                                               |
| Яна Каменова                 | Продължава след второ пеене   |                               | Продължава след второ пеене            |                                | Отпада след второ пеене                    | Елиминирана (Осминафинал)                   | Елиминирана (Осминафинал)                                                            | Елиминирана (Осминафинал)                                                |
| Крум Филипов                 |                               | Продължава след второ пеене   |                                        | Отпада след второ пеене        | Елиминиран (концерт 4)                     | Елиминиран (концерт 4)                      | Елиминиран (концерт 4)                                                               | Елиминиран (концерт 4)                                                   |
| Венеция Нецова               | Спасена 28%                   |                               | Отпада след второ пеене                | Елиминирана (концерт 3)        | Елиминирана (концерт 3)                    | Елиминирана (концерт 3)                     | Елиминирана (концерт 3)                                                              | Елиминирана (концерт 3)                                                  |
| Мариета Петракиева           |                               | Отпада след второ пеене       | Елиминирана (концерт 2)                | Елиминирана (концерт 2)        | Елиминирана (концерт 2)                    | Елиминирана (концерт 2)                     | Елиминирана (концерт 2)                                                              | Елиминирана (концерт 2)                                                  |
| Диляна Йорданова             | Отпада след второ пеене       | Елиминирана (концерт 1)       | Елиминирана (концерт 1)                | Елиминирана (концерт 1)        | Елиминирана (концерт 1)                    | Елиминирана (концерт 1)                     | Елиминирана (концерт 1)                                                              | Елиминирана (концерт 1)                                                  |

## Четвърти сезон
- Победител: Радко Петков (Отбор Иван Лечев)
- Водещи: Pavell & Venci Venc'
- Треньори: Графа, Камелия, Поли Генова и Иван Лечев
- Продуцент: bTV Studios

### Обща информация
Новият сезон е обявен на 26 октомври 2016 г. Кастинг-записванията започват на 18 ноември 2016 г. За разлика от предните сезони изпълнителен продуцент на шоуто е bTV Studios. На 8 и 14 ноември 2016 г. са обявени първите треньори в новия сезон – Графа и Поли Генова, а на 23 и 29 ноември са обявени и другите двама треньори – Камелия и Иван Лечев. На 8 януари 2017 г. са обявени водещите – дуетът Pavell & Venci Venc'. На 18 януари е обявена стартовата дата – 26 февруари. Излъчва се всяка неделя от 20:00 до 21:30 ч. От 28 май до 11 юни се излъчва от 20:00 до 22:00.

### Излъчване
|  | 1. „Кастинги на тъмно“ | 7 | 26 февруари – 9 април | 20:00 – 21:30 |
|  | 2. „Вокални двубои“    | 4 | 16 април – 7 май      | 20:00 – 21:30 |
|  | 3. „Супер битки“       | 2 | 14 – 21 май           | 20:00 – 21:30 |
|  | 4. „Концерти на живо“  | 3 | 28 май – 11 юни       | 20:00 – 22:00 |

### Отборите по време на Концертите на живо
| – | Финалист, спасен чрез вота на публиката |
| – | Финалист, отпаднал                      |

| Концерт:                           | Четвъртфинал Концерт 1 28 май епизод 14 | Полуфинал Концерт 2 4 юни епизод 15 | Финал Концерт 3 11 юни епизод 16                                 |
| Специални гости на концерта:       | /                                       | /                                   | Орлин Павлов Анелия Илия Ангелов Михаела Филева Ъпсурт Белослава |
| Отбор Графа                        |                                         |                                     |                                                                  |
| Яна Сабанова                       | Спасена                                 | Спасена                             | ТРЕТА                                                            |
| Кристиан Грънчаров                 | Спасен                                  | Отпада                              | Елиминиран (Полуфинал)                                           |
| Ивайло Филипов                     | Отпада                                  | Елиминиран (Четвъртфинал)           | Елиминиран (Четвъртфинал)                                        |
| Отбор Камелия                      |                                         |                                     |                                                                  |
| Кристина Кабадиева                 | Спасена                                 | Спасена                             | ЧЕТВЪРТА                                                         |
| Паулина Горанов                    | Спасена                                 | Отпада                              | Елиминирана (Полуфинал)                                          |
| Елена Фрейман                      | Отпада                                  | Елиминирана (Четвъртфинал)          | Елиминирана (Четвъртфинал)                                       |
| Отбор Поли Генова                  |                                         |                                     |                                                                  |
| Сара Сюзет                         | Спасена                                 | Спасена                             | ВТОРА                                                            |
| Симона Загорова                    | Спасена                                 | Отпада                              | Елиминирана (Полуфинал)                                          |
| Деа Майсторска                     | Отпада                                  | Елиминирана (Четвъртфинал)          | Елиминирана (Четвъртфинал)                                       |
| Отбор Иван Лечев                   |                                         |                                     |                                                                  |
| Радко Петков                       | Спасен                                  | Спасен                              | ПОБЕДИТЕЛ                                                        |
| Димитър Атанасов и Христо Младенов | Спасен                                  | Отпада                              | Елиминирани (Полуфинал)                                          |
| Мария Димова – Mia D               | Отпада                                  | Елиминирана (Четвъртфинал)          | Елиминирана (Четвъртфинал)                                       |

## Пети сезон
- Победител: Ния Петрова (Отбор Иван Лечев)
- Водещи: Pavell & Venci Venc'
- Треньори: Графа, Камелия, Поли Генова и Иван Лечев
- Продуцент: bTV Studios

### Обща информация
Новият сезон е обявен веднага след края на четвърти сезон. Кастинг-записванията започват на 3 ноември 2017 г. Изпълнителен продуцент на шоуто за втори път е bTV Studios. Водещите и треньорите остават същите. На 19 януари е обявена стартовата дата – 18 февруари. Излъчва се всяка неделя от 20:00 до 21:30 ч. От 20 май до 3 юни се излъчва от 20:00 до 22:30.

### Излъчване
|  | 1. „Кастинги на тъмно“ | 7 | 18 февруари – 1 април | 20:00 – 21:30 |
|  | 2. „Вокални двубои“    | 4 | 8 – 29 април          | 20:00 – 21:30 |
|  | 3. „Супер битки“       | 2 | 6 – 13 май            | 20:00 – 21:30 |
|  | 4. „Концерти на живо“  | 3 | 20 май – 3 юни        | 20:00 – 22:30 |

### Отборите по време на Концертите на живо
| – | Финалист, спасен чрез вота на публиката |
| – | Финалист, отпаднал                      |

| Концерт:                     | Четвъртфинал Концерт 1 20 май епизод 14 | Полуфинал Концерт 2 27 май епизод 15 | Финал Концерт 3 3 юни епизод 16                                     |
| Специални гости на концерта: | /                                       | /                                    | Михаела Филева Любо Киров Стефан Вълдобрев и Обичайните заподозрени |
| Отбор Графа                  |                                         |                                      |                                                                     |
| Рафаел Пашамов               | Спасен                                  | Спасен                               | ТРЕТИ                                                               |
| Мария Пашалийска             | Спасена                                 | Отпада                               | Елиминирана (Полуфинал)                                             |
| Ягода Тренева                | Спасена                                 | Отпада                               | Елиминирана (Полуфинал)                                             |
| Симеон Желязков              | Отпада                                  | Елиминиран (Четвъртфинал)            | Елиминиран (Четвъртфинал)                                           |
| Отбор Камелия                |                                         |                                      |                                                                     |
| Оливия Николова              | Спасена                                 | Спасена                              | ЧЕТВЪРТА                                                            |
| Никола Чочев                 | Спасен                                  | Отпада                               | Елиминиран (Полуфинал)                                              |
| Никол Тодорова               | Спасена                                 | Отпада                               | Елиминирана (Полуфинал)                                             |
| Гергана Великова             | Отпада                                  | Елиминирана (Четвъртфинал)           | Елиминирана (Четвъртфинал)                                          |
| Отбор Поли Генова            |                                         |                                      |                                                                     |
| Виктория Динкова             | Спасена                                 | Спасена                              | ВТОРА                                                               |
| Александър Савов             | Спасен                                  | Отпада                               | Елиминиран (Полуфинал)                                              |
| Анна Азатян                  | Спасена                                 | Отпада                               | Елиминирана (Полуфинал)                                             |
| Анастасия Белявская          | Отпада                                  | Елиминирана (Четвъртфинал)           | Елиминирана (Четвъртфинал)                                          |
| Отбор Иван Лечев             |                                         |                                      |                                                                     |
| Ния Петрова                  | Спасена                                 | Спасена                              | ПОБЕДИТЕЛ                                                           |
| Никола Здравков              | Спасен                                  | Отпада                               | Елиминиран (Полуфинал)                                              |
| Трио Тринити                 | Спасени                                 | Отпадат                              | Елиминирани (Полуфинал)                                             |
| Симона Захариева             | Отпада                                  | Елиминирана (Четвъртфинал)           | Елиминирана (Четвъртфинал)                                          |

## Шести сезон
- Победител: Атанас Кателиев (Отбор Графа)
- Водещи: Pavell & Venci Venc
- Треньори: Графа, Камелия, Михаела Филева и Иван Лечев
- Продуцент: bTV Studios

### Обща информация
Шестият сезон е обявен веднага след края на пети сезон. На 2 ноември 2018 г. става ясно, че Михаела Филева е новият треньор в шестото издание. На 16 януари е обявена стартовата дата – 24 февруари. Излъчва се всяка неделя от 20:00 до 21:30 ч. От 25 май до 9 юни се излъчва от 20:00 до 22:00.

### Излъчване
|  | 1. „Кастинги на тъмно“ | 7 | 24 февруари – 7 април | 20:00 – 21:30 |
|  | 2. „Вокални двубои“    | 4 | 14 април – 5 май      | 20:00 – 21:30 |
|  | 3. „Нокаути“           | 2 | 12 – 19 май           | 20:00 – 21:30 |
|  | 4. „Концерти на живо“  | 3 | 25 май – 9 юни        | 20:00 – 22:00 |

### Отборите по време на Концертите на живо
| – | Финалист, спасен чрез вота на публиката |
| – | Финалист, отпаднал                      |

| Концерт:                     | Четвъртфинал Концерт 1 25 май епизод 14 | Полуфинал Концерт 2 2 юни епизод 15 | Финал Концерт 3 9 юни епизод 16 |
| Специални гости на концерта: | /                                       | /                                   | /                               |
| Отбор Графа                  |                                         |                                     |                                 |
| Атанас Кателиев              | Спасен                                  | Спасен                              | ПОБЕДИТЕЛ                       |
| Галина Красимирова           | Спасена                                 | Отпада                              | Елиминирана (Полуфинал)         |
| Ивана Муцкова                | Отпада                                  | Елиминирана (Четвъртфинал)          | Елиминирана (Четвъртфинал)      |
| Отбор Камелия                |                                         |                                     |                                 |
| Кирил Хаджиев – Тино         | Спасен                                  | Спасен                              | ВТОРИ                           |
| Мария Величкова              | Спасена                                 | Отпада                              | Елиминирана (Полуфинал)         |
| Тодор Симеонов               | Отпада                                  | Елиминиран (Четвъртфинал)           | Елиминиран (Четвъртфинал)       |
| Отбор Михаела Филева         |                                         |                                     |                                 |
| Надежда Александрова         | Спасена                                 | Спасена                             | ЧЕТВЪРТА                        |
| Христиан Ненов               | Спасен                                  | Отпада                              | Елиминиран (Полуфинал)          |
| Вениамин Димитров            | Отпада                                  | Елиминиран (Четвъртфинал)           | Елиминиран (Четвъртфинал)       |
| Отбор Иван Лечев             |                                         |                                     |                                 |
| Ива Георгиева                | Спасена                                 | Спасена                             | ТРЕТА                           |
| Николай Воденичаров – Никеца | Спасен                                  | Отпада                              | Елиминиран (Полуфинал)          |
| Симона Симеонова             | Отпада                                  | Елиминирана (Четвъртфинал)          | Елиминирана (Четвъртфинал)      |

## Седми сезон
- Победител: Георги Шопов (Отбор Иван Лечев)
- Водещи: Pavell & Venci Venc
- Треньори: Графа, Камелия, Михаела Филева и Иван Лечев
- Продуцент: bTV Studios

### Обща информация
Седмият сезон е обявен веднага след края на шести сезон. На 25 януари е обявена стартовата дата – 23 февруари. Излъчва се всяка неделя от 20:00 до 21:30 ч. От 10 до 31 май се излъчва от 20:00 до 21:00, а на 7 и 14 юни се излъчва от 20:00 до 22:00.

### Излъчване
|  | 1. „Кастинги на тъмно“ | 7 | 23 февруари – 5 април | 20:00 – 21:30 |
|  | 2. „Вокални двубои“    | 4 | 12 април – 3 май      | 20:00 – 21:30 |
|  | 3. „Нокаути“           | 4 | 10 – 31 май           | 20:00 – 21:00 |
|  | 4. „Концерти на живо“  | 2 | 7 – 14 юни            | 20:00 – 22:00 |

### Отборите по време на Концертите на живо
| – | Финалист, спасен чрез вота на публиката |
| – | Финалист, отпаднал                      |

| Концерт:                     | Полуфинал Концерт 1 7 юни епизод 16 | Финал Концерт 2 14 юни епизод 17 |
| Специални гости на концерта: | /                                   | /                                |
| Отбор Графа                  |                                     |                                  |
| Йоана Сашова                 | Спасена                             | ВТОРА                            |
| Александър Георгиев          | Спасен                              | Елиминиран                       |
| Александър Славчев           | Отпада                              | Елиминиран (Полуфинал)           |
| Иван Лазаров                 | Отпада                              | Елиминиран (Полуфинал)           |
| Отбор Камелия                |                                     |                                  |
| Керана                       | Спасена                             | ТРЕТА                            |
| Кристина Дончева             | Спасена                             | Елиминирана                      |
| Христо Василев               | Отпада                              | Елиминиран (Полуфинал)           |
| Отбор Михаела Филева         |                                     |                                  |
| Елена Сиракова               | Спасена                             | ЧЕТВЪРТА                         |
| Илин Папазян                 | Спасен                              | Елиминиран                       |
| Светослав Георгиев           | Отпада                              | Елиминиран (Полуфинал)           |
| Отбор Иван Лечев             |                                     |                                  |
| Георги Шопов                 | Спасен                              | ПОБЕДИТЕЛ                        |
| Пламен Бонев                 | Спасен                              | Елиминиран                       |
| Калина Велковска             | Отпада                              | Елиминиран (Полуфинал)           |

## Осми сезон
- Победител: Петя Панева (Отбор Галена)
- Водещ: Иван Тишев
- Треньори: Любо Киров, Галена, Дара, Иван Лечев
- Продуцент: bTV Media Group

### Обща информация
Осмият сезон е обявен през пролетта на 2021 г. На 14 юни 2021 г. е обявено, че Галена, Дара и Любо Киров са новите треньори в осмото издание. На 23 юни е обявен и водещия Иван Тишев. Сезонът стартира на 12 септември по bTV от 20 часа.

### Излъчване
|  | 1. „Кастинги на тъмно“ | 7 | 12 септември – 24 октомври |                          | 20ː00 – 22ː40                           |
|  | 2. „Вокални двубои“    | 3 | 31 октомври – 15 ноември   | 20ː00 – 21ː30 (X епизод) | 20ː00 – 23ː00                           |
|  | 3. „Нокаути“           | 2 | 21 – 28 ноември            |                          | 21ː00 – 00ː00 (XI епизод) 20:00 – 23:00 |
|  | 4. „Концерти на живо“  | 2 | 5 – 12 декември            |                          | 20:00 – 22:30                           |

### Отборите по време на Концертите на живо
| – | Финалист, спасен чрез вота на публиката |
| – | Финалист, отпаднал                      |

| Концерт:                     | КросБитки Концерт 1 5 декември епизод 13 | Финал Концерт 2 12 декември епизод 14                               |
| Специални гости на концерта: | /                                        | Мария Илиева Виктория Георгиева Деси Добрева Графа Миро Наско Пенев |
| Отбор Любо Киров             |                                          |                                                                     |
| Иван Иванов                  | Отпада                                   | Елиминиран (Полуфинал)                                              |
| Стефан Здравкович            | Отпада                                   | Елиминиран (Полуфинал)                                              |
| Джейми Рашед                 | Отпада                                   | Елиминиран (Полуфинал)                                              |
| Отбор Галена                 |                                          |                                                                     |
| Петя Панева                  | Спасена                                  | ПОБЕДИТЕЛ                                                           |
| Георги Костадинов            | Спасен                                   | ВТОРИ                                                               |
| Екатерина Сава               | Отпада                                   | Елиминирана (Полуфинал)                                             |
| Отбор Дара                   |                                          |                                                                     |
| Лидия Ганева                 | Спасена                                  | ЧЕТВЪРТА                                                            |
| Даниел Стайков               | Отпада                                   | Елиминиран (Полуфинал)                                              |
| Христина Йосифова            | Отпада                                   | Елиминирана (Полуфинал)                                             |
| Отбор Иван Лечев             |                                          |                                                                     |
| Борис Христов                | Спасен                                   | ТРЕТИ                                                               |
| Рая Димитрова                | Спасена                                  | Елиминирана                                                         |
| Иван Иванов                  | Спасен                                   | Елиминиран                                                          |

## Девети сезон
- Победител: Жаклин Таракчи (Отбор Дара)
- Водещ: Иван Тишев
- Треньори: Любо Киров, Галена, Дара, Иван Лечев
- Продуцент: bTV Media Group

### Обща информация
Деветият сезон е обявен веднага след края на осмия сезон. Сезонът стартира на 4 септември по bTV от 20 часа.

### Излъчване
|  | 1. „Кастинги на тъмно“ | 7 | 4 септември – 16 октомври | 22ː00 – 00ː00 (V епизод) | 20:00 – 22:30 |
|  | 2. „Вокални двубои“    | 3 | 23 октомври – 6 ноември   |                          | 20:00 – 22:00 |
|  | 3. „КросБитки“         | 2 | 13 – 20 ноември           |                          | 20:00 – 22:00 |
|  | 4. „Концерти на живо“  | 2 | 27 ноември – 4 декември   |                          | 20:00 – 22:30 |

### Отборите по време на Концертите на живо
| – | Финалист, спасен чрез вота на публиката |
| – | Финалист, отпаднал                      |

| Концерт:                     | Полуфинал Концерт 1 27 ноември епизод 13 | Финал Концерт 2 4 декември епизод 14                                             |
| Специални гости на концерта: | /                                        | Маргарита Хранова Меди Михаела Филева Ерсин Мустафов Поли Генова Кристиан Костов |
| Отбор Любо Киров             |                                          |                                                                                  |
| Калоян Николов               | Спасен                                   | ВТОРИ                                                                            |
| Виктор Стамболов             | Спасен                                   | Елиминиран                                                                       |
| Борис Лапшов                 | Отпада                                   | Елиминиран (Полуфинал)                                                           |
| Надежда Богоева              | Отпада                                   | Елиминирана (Полуфинал)                                                          |
| Отбор Галена                 |                                          |                                                                                  |
| Александър Петров            | Спасен                                   | ТРЕТИ                                                                            |
| Соня Михайлова               | Спасена                                  | ЧЕТВЪРТА                                                                         |
| Елизабет Захариева           | Отпада                                   | Елиминирана (Полуфинал)                                                          |
| Максим Панайотов             | Отпада                                   | Елиминиран (Полуфинал)                                                           |
| Мишер                        | Отпада                                   | Елиминирана (Полуфинал)                                                          |
| Отбор Дара                   |                                          |                                                                                  |
| Жаклин Таракчи               | Спасена                                  | ПОБЕДИТЕЛ                                                                        |
| Силви Филип                  | Отпада                                   | Елиминирана (Полуфинал)                                                          |
| Отбор Иван Лечев             |                                          |                                                                                  |
| Десислава Латинова           | Спасена                                  | Елиминиран                                                                       |
| Боян Боев                    | Отпада                                   | Елиминиран (Полуфинал)                                                           |
| Никола Стоянов               | Отпада                                   | Елиминиран (Полуфинал)                                                           |
| Цветелина Петрова            | Отпада                                   | Елиминирана (Полуфинал)                                                          |

## Десети сезон
- Победител: Надежда Ковачева (Отбор Миро)
- Водещ: Иван Тишев
- Треньори: Миро, Мария Илиева, Дара, Иван Лечев
- Продуцент: bTV Media Group

### Обща информация
Десетият сезон е обявен веднага след края на деветия сезон. На 25 април 2023 г. е обявено, че Мария Илиева е новият треньор в новия сезон, а на 16 май е обявено завръщането на Миро, който е треньор в първите три сезона на предаването.

### Излъчване
|  | 1. „Кастинги на тъмно“ | 8 | 10 септември – 28 октомври | 20ː00 – 22ː00 (VIII епизод) | 20:00 – 22:30/00 |
|  | 2. „Вокални двубои“    | 3 | 4 – 19 ноември             | 20:00 – 22:00 (X епизод)    | 20:00 – 22:00    |
|  | 3. „Нокаути“           | 2 | 26 ноември – 3 декември    |                             | 20:00 – 22:00    |
|  | 4. „Концерти на живо“  | 2 | 10 – 17 декември           |                             | 20:00 – 22:30    |

### Отборите по време на Концертите на живо
| – | Финалист, спасен чрез вота на публиката |
| – | Финалист, отпаднал                      |

| Концерт:                     | Полуфинал Концерт 1 10 декември епизод 14 | Финал Концерт 2 17 декември епизод 15                                     |
| Специални гости на концерта: | /                                         | Графа Орлин Павлов Дара Екимова Владимир Михайлов Анелия Маги Джанаварова |
| Отбор Миро                   |                                           |                                                                           |
| Надежда Ковачева             | Спасена                                   | ПОБЕДИТЕЛ                                                                 |
| Елена Попова                 | Спасена                                   | ТРЕТА                                                                     |
| Александър Колев             | Отпада                                    | Елиминиран (Полуфинал)                                                    |
| Яница Кънева                 | Отпада                                    | Елиминирана (Полуфинал)                                                   |
| Отбор Мария Илиева           |                                           |                                                                           |
| Димитрина Германова          | Спасена                                   | ВТОРА                                                                     |
| Симеон Славев                | Спасен                                    | Елиминиран                                                                |
| Александра Борисова          | Отпада                                    | Елиминирана (Полуфинал)                                                   |
| Марин Русинов                | Отпада                                    | Елиминиран (Полуфинал)                                                    |
| Отбор Дара                   |                                           |                                                                           |
| Никола Янакиев               | Спасен                                    | ЧЕТВЪРТИ                                                                  |
| Арканджело д'Анджело         | Спасен                                    | Елиминиран                                                                |
| Валериа Войкова              | Отпада                                    | Елиминирана (Полуфинал)                                                   |
| Александра Георгиева         | Отпада                                    | Елиминирана (Полуфинал)                                                   |
| Отбор Иван Лечев             |                                           |                                                                           |
| Георги Георгиев              | Отпада                                    | Елиминиран (Полуфинал)                                                    |
| Зорница Петрова              | Отпада                                    | Елиминирана (Полуфинал)                                                   |
| Калоян Паунов                | Отпада                                    | Елиминиран (Полуфинал)                                                    |
| Мария Колева                 | Отпада                                    | Елиминирана (Полуфинал)                                                   |

## Единадесети сезон
- Победител: Славея Иванова (Отбор Дара)
- Водещи: Боряна Братоева и Владимир Зомбори
- Треньори: Графа, Мария Илиева, Дара, Иван Лечев
- Продуцент: bTV Media Group

### Обща информация
Единадесетият сезон е обявен на 16 март 2024 година. На 31 май е обявено, че Графа, треньор от четвърти до седми сезон, се завръща. На 13 юни са обявени новите водещи - Боряна Братоева и Владимир Зомбори.

### Излъчване
|  | 1. „Кастинги на тъмно“ | 7 | 14 септември – 20 октомври | 20ː00 – 22ː30 (I епизод)    | 20ː00 – 22ː30 |
|  | 2. „Вокални двубои“    | 3 | 26 октомври – 10 ноември   | 20:00 – 22:30 (VIII епизод) | 20ː00 – 22ː30 |
|  | 3. „Нокаути“           | 2 | 17 – 24 ноември            |                             | 20:00 – 22:30 |
|  | 4. „Концерти на живо“  | 3 | 1 – 15 декември            |                             | 20:00 – 22:30 |

### Отборите по време на Концертите на живо
| – | Финалист, спасен чрез вота на публиката |
| – | Финалист, спасен чрез вота на треньора  |
| – | Финалист, отпаднал                      |

| Концерт:                     | Четвъртфинал Концерт 1 1 декември епизод 13 | Полуфинал Концерт 2 8 декември епизод 14 | Финал Концерт 3 15 декември епизод 15                                |
| Специални гости на концерта: | /                                           | Орлин Горанов                            | Михаела Филева Михаела Маринова Дичо Сантра Тома Здравков Фондацията |
| Отбор Графа                  |                                             |                                          |                                                                      |
| Анна Ставрева                | Спасена                                     | Спасена                                  | ЧЕТВЪРТА                                                             |
| Трио "Фида"                  | Спасени от треньора                         | Спасени                                  | Елиминирани                                                          |
| Самуел Мануелян              | Спасен                                      | Отпада                                   | Елиминиран (Полуфинал)                                               |
| Александър Атанасов          | Отпада                                      | Елиминиран (Четвъртфинал)                | Елиминиран (Четвъртфинал)                                            |
| Отбор Мария Илиева           |                                             |                                          |                                                                      |
| Давид Миланов                | Спасен                                      | Спасен                                   | ВТОРИ                                                                |
| Александър Савов             | Спасен от треньора                          | Отпада                                   | Елиминиран (Полуфинал)                                               |
| Жаклин Костадинова           | Спасена                                     | Отпада                                   | Елиминирана (Полуфинал)                                              |
| Мария Миронова               | Отпада                                      | Елиминирана (Четвъртфинал)               | Елиминирана (Четвъртфинал)                                           |
| Отбор Дара                   |                                             |                                          |                                                                      |
| Славея Иванова               | Спасена                                     | Спасена                                  | ПОБЕДИТЕЛ                                                            |
| Йордан Петев                 | Спасен от треньора                          | Спасен                                   | ТРЕТИ                                                                |
| Яна Димитрова                | Спасена                                     | Отпада                                   | Елиминирана (Полуфинал)                                              |
| Недко Гешев                  | Отпада                                      | Елиминиран (Четвъртфинал)                | Елиминиран (Четвъртфинал)                                            |
| Отбор Иван Лечев             |                                             |                                          |                                                                      |
| Виктория Благоева            | Спасена                                     | Отпада                                   | Елиминирана (Полуфинал)                                              |
| Йоана Маринова               | Спасена от треньора                         | Отпада                                   | Елиминирана (Полуфинал)                                              |
| Симона Статева               | Спасена                                     | Отпада                                   | Елиминирана (Полуфинал)                                              |
| Рая Йовчева                  | Отпада                                      | Елиминирана (Четвъртфинал)               | Елиминирана (Четвъртфинал)                                           |